# Campionato Interregionale 1958-1959
Il Campionato Interregionale 1958-1959 fu l'ultima edizione di quella che era la vecchia IV Serie, nome col quale la competizione era ancora chiamata su alcuni giornali, e complessivamente l'undicesimo campionato interregionale di calcio organizzato in Italia.
Per l'ultima volta i giocatori avevano ancora lo status di non dilettanti e percepivano dei compensi a titolo di rimborso spese con o senza contratto, ma era già prevista la commutazione della categoria in semiprofessionisti voluta dal Commissario Straordinario della FIGC Bruno Zauli: sostanzialmente per questo torneo non cambiava molto dato che le due classificazioni rappresentavano di principio e di fatto lo stesso concetto.

## Stagione

### Aggiornamenti
Sono state sciolte e conseguentemente radiate dalla FIGC la C.R.A.L. S.A.V.A. Porto Marghera e l'Associazione Calcio Montevecchio.
Sono state riammesse nel riunificato campionato Interregionale:
- A.C. Audace, A.C. Perugia, Sammargheritese e Torremaggiore, le quattro undicesime classificate retrocesse agli spareggi intergirone nella stagione precedente, a seguito dell'allargamento della Serie C 1958-1959 a 40 squadre (che ha quindi generato una catena di riammissioni a partire dalla stessa terza serie);
- Rapallo Ruentes, A.C. Ivrea, Merano Sportiva, A.S. Andria e A.S. Rondinella.

### Formula
Il regolamento prevedeva otto gironi da diciotto squadre, cioè 144 in totale. Le norme per le promozioni e le retrocessioni decise nella stagione precedente vennero subito sospese, perché Bruno Zauli decise l'ampliamento della Serie C e la promozione a tavolino di numerose società, mentre le retrocessioni nella nuova Prima Categoria furono demandate alla determinazione del presidente della Lega, Artemio Franchi, con piena facoltà di procedere a ripescaggi su base finanziaria e nella salvaguardia del Meridione, anticipando di un anno la prevista trasformazione della categoria. Il noto dirigente calcistico deliberò alfine la riammissione di sette club che, con le rimanenti squadre, avrebbero partecipato al rinnovato torneo di Serie D.
In questa stagione a parità di punteggio non era prevista alcuna discriminante: le squadre a pari punti erano classificate a pari merito: in caso di assegnazione di un titolo sportivo, sia per la promozione sia per la retrocessione, era previsto uno spareggio in campo neutro.

## Girone A

### Classifica finale
|  | Pos. | Squadra           | Pt | G  | V  | N  | P  | GF | GS |
|  | ---- | ----------------- | -- | -- | -- | -- | -- | -- | -- |
|  | 1.   | Savona            | 51 | 34 | 21 | 9  | 4  | 68 | 30 |
|  | 2.   | Entella           | 44 | 34 | 17 | 10 | 7  | 52 | 33 |
|  | 3.   | Rapallo Ruentes   | 43 | 34 | 17 | 9  | 8  | 59 | 35 |
|  | 4.   | Sestri Levante    | 40 | 34 | 15 | 10 | 9  | 46 | 38 |
|  | 5.   | Asti              | 39 | 34 | 17 | 5  | 12 | 54 | 45 |
|  | 5.   | Fossanese         | 39 | 34 | 16 | 7  | 11 | 53 | 52 |
|  | 7.   | Cenisia           | 37 | 34 | 15 | 7  | 12 | 49 | 45 |
|  | 8.   | Novese            | 36 | 34 | 13 | 10 | 11 | 48 | 43 |
|  | 9.   | Ivrea             | 35 | 34 | 14 | 7  | 13 | 58 | 44 |
|  | 10.  | Andrea Doria 1955 | 34 | 34 | 11 | 12 | 11 | 48 | 41 |
|  | 11.  | Derthona          | 33 | 34 | 13 | 7  | 14 | 38 | 45 |
|  | 12.  | Sammargheritese   | 31 | 34 | 13 | 5  | 16 | 49 | 49 |
|  | 13.  | Trinese           | 30 | 34 | 10 | 10 | 14 | 47 | 58 |
|  | 14.  | Cuneo             | 30 | 34 | 11 | 8  | 15 | 43 | 50 |
|  | 15.  | Varazze           | 29 | 34 | 11 | 7  | 16 | 39 | 45 |
|  | 16.  | Vado              | 22 | 34 | 8  | 6  | 20 | 30 | 55 |
|  | 16.  | La Chivasso       | 22 | 34 | 10 | 2  | 22 | 37 | 70 |
|  | 18.  | Pinerolo          | 17 | 34 | 5  | 7  | 22 | 35 | 75 |

Legenda:
      Promosso in Serie C 1959-1960.
      Retrocesso in Prima Categoria 1959-1960.
 Retrocessione diretta.
Regolamento:
Due punti a vittoria, uno a pareggio, zero a sconfitta.
In caso di pari punti le squadre venivano classificate a pari merito
In caso di assegnazione di un titolo sportivo, sia per la promozione sia per la retrocessione, era previsto uno spareggio in campo neutro.
Note:
Il Cuneo, retrocesso dopo aver perso lo spareggio salvezza con la ex aequo Trinese, è poi stato riammesso.

### Spareggi

#### Spareggio salvezza
|         | Risultati |       | Luogo e data               |
| ------- | --------- | ----- | -------------------------- |
| Trinese | 1-0       | Cuneo | Novi Ligure, 7 giugno 1959 |
|         |           |       |                            |

## Girone B

### Classifica finale
|  | Pos. | Squadra          | Pt | G  | V  | N  | P  | GF | GS |
|  | ---- | ---------------- | -- | -- | -- | -- | -- | -- | -- |
|  | 1.   | Solbiatese       | 46 | 34 | 18 | 10 | 6  | 68 | 36 |
|  | 2.   | Saronno          | 45 | 34 | 18 | 9  | 7  | 50 | 25 |
|  | 3.   | Seregno          | 44 | 34 | 16 | 12 | 6  | 50 | 28 |
|  | 4.   | Magenta          | 43 | 34 | 19 | 5  | 10 | 41 | 34 |
|  | 5.   | Gallaratese      | 39 | 34 | 16 | 7  | 11 | 51 | 38 |
|  | 6.   | Inveruno         | 37 | 34 | 15 | 7  | 12 | 45 | 41 |
|  | 7.   | Sondrio          | 36 | 34 | 12 | 12 | 10 | 36 | 42 |
|  | 8.   | Falck & Arcore   | 34 | 34 | 14 | 6  | 14 | 45 | 43 |
|  | 8.   | Meda             | 34 | 34 | 12 | 10 | 12 | 36 | 37 |
|  | 10.  | Pro Sesto        | 33 | 34 | 12 | 9  | 13 | 41 | 39 |
|  | 10.  | Ponte San Pietro | 33 | 34 | 10 | 13 | 11 | 49 | 50 |
|  | 10.  | Leffe            | 33 | 34 | 10 | 13 | 11 | 53 | 62 |
|  | 13.  | Rescaldinese     | 32 | 34 | 13 | 6  | 15 | 52 | 65 |
|  | 14.  | Vimercatese      | 32 | 34 | 11 | 10 | 13 | 41 | 41 |
|  | 15.  | Omegna           | 30 | 34 | 10 | 10 | 14 | 34 | 38 |
|  | 16.  | Corbetta         | 26 | 34 | 9  | 8  | 17 | 39 | 56 |
|  | 17.  | Melzo            | 23 | 34 | 9  | 5  | 20 | 39 | 51 |
|  | 18.  | Rhodense         | 12 | 34 | 3  | 6  | 25 | 27 | 71 |

Legenda:
      Promosso in Serie C 1959-1960.
      Retrocesso in Prima Categoria 1959-1960.
 Retrocessione diretta.
Regolamento:
Due punti a vittoria, uno a pareggio, zero a sconfitta.
In caso di pari punti le squadre venivano classificate a pari merito
In caso di assegnazione di un titolo sportivo, sia per la promozione sia per la retrocessione, era previsto uno spareggio in campo neutro.
Note:
La Solbiatese ha poi subito la revoca della promozione dal presidente di Lega, causa l'esiguo bacino d'utenza.
La Vimercatese è retrocessa dopo aver perso lo spareggio salvezza con la ex aequo Rescaldinese.

### Spareggi

#### Spareggio salvezza
|              | Risultati |             | Luogo e data           |
| ------------ | --------- | ----------- | ---------------------- |
| Rescaldinese | 3-1       | Vimercatese | Varedo, 31 maggio 1959 |
|              |           |             |                        |

## Girone C

### Classifica finale
|  | Pos. | Squadra              | Pt | G  | V  | N  | P  | GF | GS |
|  | ---- | -------------------- | -- | -- | -- | -- | -- | -- | -- |
|  | 1.   | Bolzano              | 47 | 34 | 20 | 7  | 7  | 63 | 39 |
|  | 2.   | CRDA Monfalcone      | 44 | 34 | 17 | 10 | 7  | 54 | 30 |
|  | 2.   | Falck Vobarno        | 44 | 34 | 18 | 8  | 8  | 67 | 36 |
|  | 2.   | Miranese             | 44 | 34 | 18 | 8  | 8  | 58 | 37 |
|  | 5.   | Audace SME           | 41 | 34 | 14 | 13 | 7  | 46 | 28 |
|  | 5.   | Pro Gorizia          | 41 | 34 | 15 | 11 | 8  | 55 | 39 |
|  | 5.   | Belluno              | 41 | 34 | 16 | 9  | 9  | 48 | 38 |
|  | 8.   | Schio                | 39 | 34 | 13 | 13 | 8  | 50 | 35 |
|  | 9.   | Pellizzari Arzignano | 37 | 34 | 13 | 11 | 10 | 41 | 37 |
|  | 10.  | Rovereto             | 33 | 34 | 10 | 13 | 11 | 47 | 50 |
|  | 11.  | Vittorio Veneto      | 30 | 34 | 12 | 6  | 16 | 47 | 58 |
|  | 11.  | Portogruaro          | 30 | 34 | 8  | 14 | 12 | 47 | 65 |
|  | 13.  | Pro Mogliano         | 29 | 34 | 11 | 7  | 16 | 45 | 55 |
|  | 14.  | Bassano              | 27 | 34 | 6  | 15 | 13 | 31 | 44 |
|  | 15.  | Merano               | 22 | 34 | 7  | 8  | 19 | 36 | 63 |
|  | 15.  | Dolo                 | 22 | 34 | 5  | 12 | 17 | 37 | 69 |
|  | 17.  | Trento               | 21 | 34 | 6  | 9  | 19 | 40 | 56 |
|  | 18.  | Edera Trieste        | 20 | 34 | 5  | 10 | 19 | 37 | 70 |

Legenda:
      Promosso in Serie C 1959-1960.
      Retrocesso in Prima Categoria 1959-1960.
Regolamento:
Due punti a vittoria, uno a pareggio, zero a sconfitta.
In caso di pari punti le squadre venivano classificate a pari merito
In caso di assegnazione di un titolo sportivo, sia per la promozione sia per la retrocessione, era previsto uno spareggio in campo neutro.
Note:
Il CRDA Monfalcone è stato poi ammesso in Serie C 1959-1960.
Il Bassano e il Trento sono stati poi riammessi in Serie D 1959-1960.

## Girone D

### Classifica finale
|  | Pos. | Squadra            | Pt | G  | V  | N  | P  | GF | GS |
|  | ---- | ------------------ | -- | -- | -- | -- | -- | -- | -- |
|  | 1.   | Vis Pesaro         | 47 | 34 | 18 | 11 | 5  | 51 | 27 |
|  | 2.   | Rimini             | 41 | 34 | 15 | 11 | 8  | 43 | 31 |
|  | 3.   | Jesi               | 39 | 34 | 14 | 11 | 9  | 44 | 32 |
|  | 3.   | Moglia             | 39 | 34 | 13 | 13 | 8  | 46 | 36 |
|  | 5.   | Aurora Travagliato | 38 | 34 | 15 | 8  | 11 | 63 | 53 |
|  | 6.   | Cesena             | 37 | 34 | 16 | 5  | 13 | 42 | 37 |
|  | 7.   | Fanfulla           | 36 | 34 | 14 | 8  | 12 | 45 | 33 |
|  | 7.   | Lilion Snia Varedo | 36 | 34 | 13 | 10 | 11 | 42 | 37 |
|  | 7.   | Fano               | 36 | 34 | 13 | 10 | 11 | 34 | 31 |
|  | 10.  | Cervia             | 34 | 34 | 13 | 8  | 13 | 44 | 44 |
|  | 11.  | Crema              | 33 | 34 | 11 | 11 | 12 | 42 | 41 |
|  | 11.  | Libertas Correggio | 33 | 34 | 10 | 13 | 11 | 28 | 35 |
|  | 13.  | Mirandolese        | 32 | 34 | 11 | 10 | 13 | 35 | 44 |
|  | 14.  | Rizzoli            | 31 | 34 | 11 | 9  | 14 | 36 | 43 |
|  | 15.  | Tranvieri Bologna  | 30 | 34 | 10 | 10 | 14 | 34 | 54 |
|  | 16.  | Carpi              | 28 | 34 | 11 | 6  | 17 | 52 | 57 |
|  | 17.  | Baracca Lugo       | 24 | 34 | 8  | 8  | 18 | 29 | 48 |
|  | 18.  | Faenza             | 18 | 34 | 6  | 6  | 22 | 28 | 55 |

Legenda:
      Promosso in Serie C 1959-1960.
      Retrocesso in Prima Categoria 1959-1960.
Regolamento:
Due punti a vittoria, uno a pareggio, zero a sconfitta.
In caso di pari punti le squadre venivano classificate a pari merito
In caso di assegnazione di un titolo sportivo, sia per la promozione sia per la retrocessione, era previsto uno spareggio in campo neutro.
Note:
Il Rimini e il Fanfulla sono stati poi ammessi in Serie C 1959-1960.

## Girone E

### Classifica finale
|  | Pos. | Squadra           | Pt | G  | V  | N  | P  | GF | GS |
|  | ---- | ----------------- | -- | -- | -- | -- | -- | -- | -- |
|  | 1.   | Pistoiese         | 51 | 34 | 22 | 7  | 5  | 77 | 24 |
|  | 2.   | Empoli            | 47 | 34 | 16 | 15 | 3  | 45 | 28 |
|  | 3.   | Massese           | 39 | 34 | 15 | 9  | 10 | 39 | 30 |
|  | 4.   | Piombino          | 38 | 34 | 13 | 12 | 9  | 50 | 42 |
|  | 4.   | AS Lucca          | 38 | 34 | 15 | 8  | 11 | 59 | 44 |
|  | 6.   | Solvay Rosignano  | 37 | 34 | 14 | 9  | 11 | 40 | 37 |
|  | 6.   | Cuoiopelli        | 37 | 34 | 13 | 11 | 10 | 47 | 49 |
|  | 6.   | Sangiovannese     | 37 | 34 | 15 | 7  | 12 | 49 | 45 |
|  | 9.   | Pontedera         | 34 | 34 | 14 | 6  | 14 | 62 | 39 |
|  | 10.  | Larderello        | 33 | 34 | 13 | 7  | 14 | 38 | 43 |
|  | 11.  | Carrarese         | 32 | 34 | 12 | 8  | 14 | 38 | 49 |
|  | 12.  | Arsenale Spezia   | 31 | 34 | 12 | 7  | 15 | 26 | 44 |
|  | 13.  | Viareggio         | 30 | 34 | 9  | 12 | 13 | 38 | 46 |
|  | 14.  | Rondinella        | 30 | 34 | 9  | 12 | 13 | 36 | 46 |
|  | 15.  | Grosseto          | 29 | 34 | 7  | 15 | 12 | 38 | 43 |
|  | 15.  | Poggibonsi        | 29 | 34 | 10 | 9  | 15 | 36 | 45 |
|  | 17.  | Città di Castello | 23 | 34 | 7  | 9  | 18 | 37 | 60 |
|  | 18.  | Montecatini       | 17 | 34 | 5  | 7  | 22 | 26 | 67 |

Legenda:
      Promosso in Serie C 1959-1960.
      Retrocesso in Prima Categoria 1959-1960.
 Retrocessione diretta.
Regolamento:
Due punti a vittoria, uno a pareggio, zero a sconfitta.
In caso di pari punti le squadre venivano classificate a pari merito
In caso di assegnazione di un titolo sportivo, sia per la promozione sia per la retrocessione, era previsto uno spareggio in campo neutro.
Note:
La Rondinella retrocessa dopo aver perso lo spareggio salvezza con l'ex aequo Viareggio.

### Spareggi

#### Spareggio salvezza
|           | Risultati |            | Luogo e data           |
| --------- | --------- | ---------- | ---------------------- |
| Viareggio | 3-1       | Rondinella | Empoli, 31 maggio 1959 |
|           |           |            |                        |

## Girone F

### Classifica finale
|  | Pos. | Squadra                   | Pt      | G  | V  | N  | P  | GF | GS |
|  | ---- | ------------------------- | ------- | -- | -- | -- | -- | -- | -- |
|  | 1.   | Torres                    | 53      | 32 | 23 | 7  | 2  | 63 | 16 |
|  | 2.   | Pro Cisterna              | 43      | 32 | 18 | 7  | 7  | 43 | 24 |
|  | 3.   | BPD Colleferro            | 39      | 32 | 14 | 11 | 7  | 50 | 26 |
|  | 4.   | Forza e Coraggio Avezzano | 37      | 32 | 15 | 7  | 10 | 49 | 32 |
|  | 5.   | Nuorese                   | 36      | 32 | 17 | 6  | 11 | 43 | 41 |
|  | 6.   | Tempio                    | 35      | 32 | 15 | 5  | 12 | 50 | 34 |
|  | 6.   | Virtus Spoleto            | 35      | 32 | 13 | 9  | 10 | 37 | 38 |
|  | 8.   | Perugia                   | 34      | 32 | 13 | 8  | 11 | 49 | 40 |
|  | 9.   | Romulea                   | 33      | 32 | 8  | 17 | 7  | 33 | 38 |
|  | 9.   | Ternana                   | 33      | 32 | 12 | 9  | 11 | 34 | 32 |
|  | 11.  | Gubbio                    | 32      | 32 | 11 | 10 | 11 | 41 | 46 |
|  | 12.  | Fiamme d'Oro              | 30      | 32 | 11 | 8  | 13 | 45 | 49 |
|  | 13.  | Olbia                     | 29      | 32 | 10 | 9  | 13 | 38 | 38 |
|  | 14.  | Civitavecchiese           | 26      | 32 | 11 | 4  | 17 | 43 | 48 |
|  | 15.  | Monteponi Iglesias (-1)   | 19      | 32 | 7  | 6  | 19 | 37 | 73 |
|  | 16.  | Foligno                   | 17      | 32 | 5  | 7  | 20 | 45 | 76 |
|  | 17.  | ATAC                      | 12      | 32 | 2  | 8  | 22 | 26 | 75 |
|  | ---  | Frosinone                 | Escluso |    |    |    |    |    |    |

Legenda:
      Promosso in Serie C 1959-1960.
      Retrocesso in Prima Categoria 1959-1960.
      Escluso.
Regolamento:
Due punti a vittoria, uno a pareggio, zero a sconfitta.
In caso di pari punti le squadre venivano classificate a pari merito
In caso di assegnazione di un titolo sportivo, sia per la promozione sia per la retrocessione, era previsto uno spareggio in campo neutro.
Note:
Il Monteponi Iglesias ha scontato 1 punto di penalizzazione.
Il Perugia è stato poi ammesso in Serie C 1959-1960.
il Frosinone è stato escluso a calendario già compilato per irregolarità nell'iscrizione; radiato e fallito.

## Girone G

### Classifica finale
|  | Pos. | Squadra             | Pt | G  | V  | N  | P  | GF | GS  |
|  | ---- | ------------------- | -- | -- | -- | -- | -- | -- | --- |
|  | 1.   | Maceratese          | 47 | 34 | 21 | 5  | 8  | 74 | 35  |
|  | 2.   | Molfetta            | 46 | 34 | 17 | 12 | 5  | 57 | 26  |
|  | 2.   | Teramo              | 46 | 34 | 18 | 10 | 6  | 47 | 21  |
|  | 4.   | Martina             | 42 | 34 | 15 | 12 | 7  | 61 | 28  |
|  | 4.   | Del Duca Ascoli     | 42 | 34 | 16 | 10 | 8  | 58 | 32  |
|  | 6.   | Torremaggiore       | 39 | 34 | 14 | 11 | 9  | 41 | 35  |
|  | 7.   | Bisceglie           | 38 | 34 | 13 | 12 | 9  | 52 | 44  |
|  | 8.   | Sangiorgese         | 35 | 34 | 14 | 7  | 13 | 46 | 40  |
|  | 9.   | Campobasso          | 34 | 34 | 11 | 12 | 11 | 47 | 40  |
|  | 9.   | Trani               | 34 | 34 | 11 | 12 | 11 | 35 | 31  |
|  | 11.  | Melfi               | 32 | 34 | 12 | 8  | 14 | 37 | 39  |
|  | 11.  | Pro Vasto           | 32 | 34 | 10 | 12 | 12 | 31 | 39  |
|  | 13.  | Portocivitanovese   | 31 | 34 | 13 | 5  | 16 | 40 | 42  |
|  | 14.  | Giulianova          | 29 | 34 | 11 | 7  | 16 | 31 | 55  |
|  | 15.  | Ortona              | 26 | 34 | 9  | 8  | 17 | 34 | 43  |
|  | 16.  | Andria              | 24 | 34 | 9  | 6  | 19 | 25 | 42  |
|  | 17.  | Audace Cerignola    | 22 | 34 | 7  | 8  | 19 | 24 | 60  |
|  | 18.  | Vultur Rionero (-1) | 12 | 34 | 4  | 5  | 25 | 15 | 103 |

Legenda:
      Promosso in Serie C 1959-1960.
      Retrocesso in Prima Categoria 1959-1960.
Regolamento:
Due punti a vittoria, uno a pareggio, zero a sconfitta.
In caso di pari punti le squadre venivano classificate a pari merito
In caso di assegnazione di un titolo sportivo, sia per la promozione sia per la retrocessione, era previsto uno spareggio in campo neutro.
Note:
Il Vultur Rionero ha scontato 1 punto di penalizzazione.
L'Ascoli e il Teramo sono stati poi stati ammessi in Serie C 1959-1960.

## Girone H

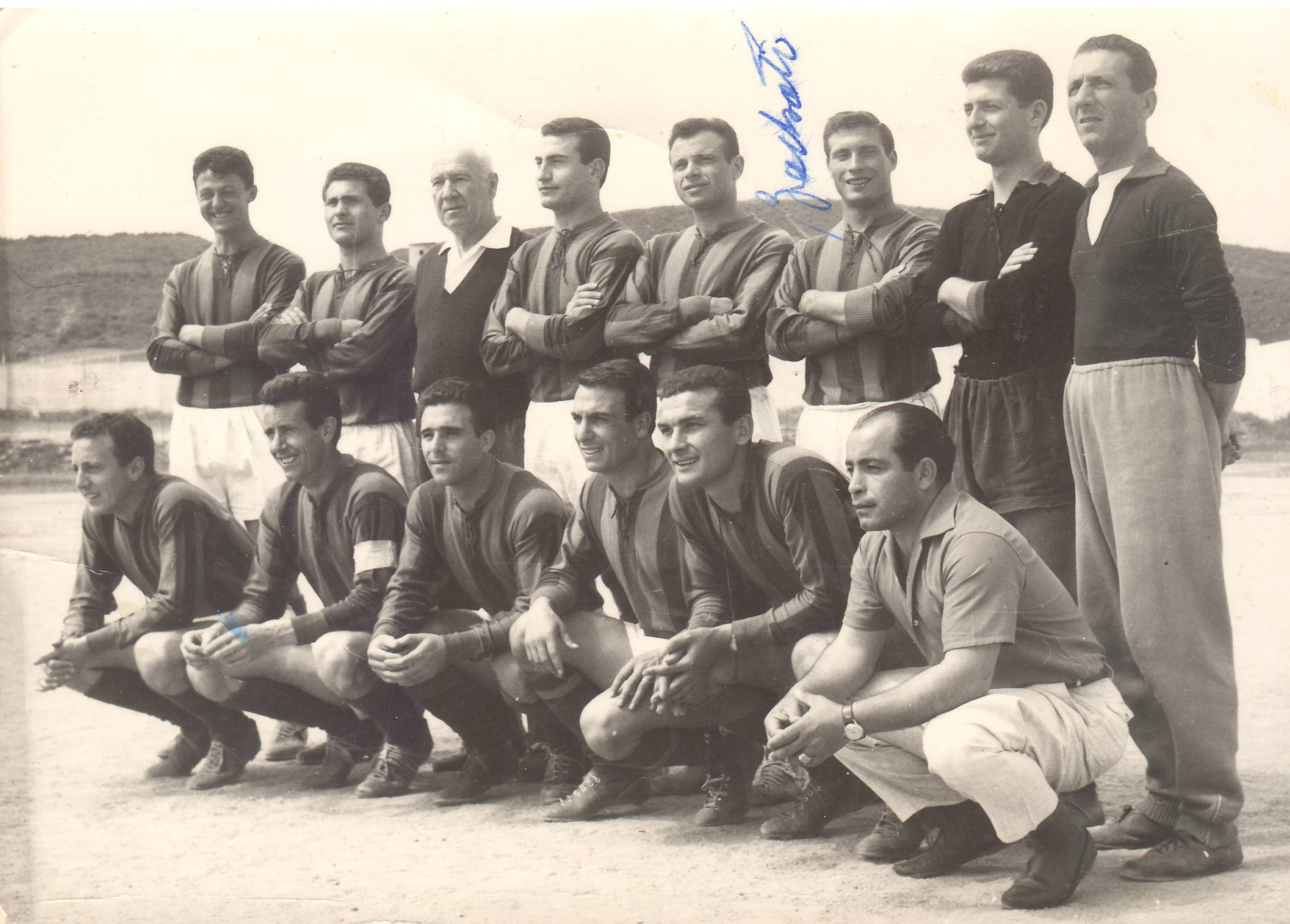
Foto del Crotone promosso in Serie C. In piedi da sinistra: Colangelo, Fino, all. Politzer, Briganti, Cavalieri, Barbato, Chirico, massagg. Pellegrino. In basso da sinistra: Cresta, Valeni, Geremicca, Volpi, Barca, magazz. De Meco

### Classifica finale
|  | Pos. | Squadra            | Pt | G  | V  | N  | P  | GF | GS |
|  | ---- | ------------------ | -- | -- | -- | -- | -- | -- | -- |
|  | 1.   | Crotone            | 49 | 34 | 21 | 7  | 6  | 66 | 27 |
|  | 2.   | Akragas            | 48 | 34 | 20 | 8  | 6  | 62 | 22 |
|  | 3.   | Avellino           | 45 | 34 | 19 | 7  | 8  | 52 | 31 |
|  | 4.   | Sanvito            | 44 | 34 | 16 | 12 | 6  | 60 | 29 |
|  | 4.   | Acquapozzillo      | 44 | 34 | 15 | 14 | 5  | 56 | 31 |
|  | 6.   | Enna               | 38 | 34 | 16 | 6  | 12 | 57 | 43 |
|  | 7.   | Leonzio            | 33 | 34 | 13 | 7  | 14 | 51 | 46 |
|  | 7.   | Nola               | 33 | 34 | 13 | 7  | 14 | 44 | 47 |
|  | 9.   | Caltagirone        | 32 | 34 | 11 | 10 | 13 | 39 | 49 |
|  | 10.  | Sagittario         | 31 | 34 | 14 | 3  | 17 | 44 | 47 |
|  | 11.  | Bagheria           | 31 | 34 | 11 | 9  | 14 | 49 | 53 |
|  | 12.  | Alba Napoli        | 31 | 34 | 12 | 7  | 15 | 59 | 74 |
|  | 13.  | Ragusa             | 30 | 34 | 11 | 8  | 15 | 27 | 36 |
|  | 14.  | Vibonese           | 29 | 34 | 11 | 7  | 16 | 39 | 48 |
|  | 15.  | Ilva Bagnolese     | 28 | 34 | 9  | 10 | 15 | 35 | 42 |
|  | 16.  | Gladiator          | 25 | 34 | 7  | 11 | 16 | 37 | 66 |
|  | 16.  | Vigor Nicastro     | 25 | 34 | 7  | 11 | 16 | 30 | 68 |
|  | 18.  | Castrovillari (-1) | 15 | 34 | 6  | 4  | 24 | 26 | 74 |

Legenda:
      Promosso in Serie C 1959-1960.
      Retrocesso in Prima Categoria 1959-1960.
Regolamento:
Due punti a vittoria, uno a pareggio, zero a sconfitta.
In caso di pari punti le squadre venivano classificate a pari merito
In caso di assegnazione di un titolo sportivo, sia per la promozione sia per la retrocessione, era previsto uno spareggio in campo neutro.
Note:
Il Castrovillari ha scontato 1 punto di penalizzazione.
L'Akragas e l'Avellino sono poi stati ammessi in Serie C 1959-1960.
Il Gladiator e l'I. Bagnolese sono poi stati riammessi in Serie D 1959-1960.